# يان هابل
يان هابل (بالتشيكية: Jan Hable)‏ (4 يناير 1989 بهرادتس كرالوفه في التشيك - ) هو لاعب كرة قدم تشيكي في مركز الوسط. شارك مع منتخب التشيك تحت 17 سنة لكرة القدم ومنتخب التشيك تحت 19 سنة لكرة القدم ومنتخب جمهورية التشيك تحت 21 سنة لكرة القدم. أما مع النوادي، فقد لعب مع بانيك أوسترافا وفيورنتينا ونادي أسكولي ونادي هراتس كرالوفه وPAE Kerkyra ‏.

## روابط خارجية
- يان هابل على موقع الاتحاد التشيكي (الإنجليزية)
- يان هابل على موقع قاعدة بيانات كرة القدم.إي يو (الإنجليزية)
- يان هابل على موقع Soccerway.com (الإنجليزية)